# Salma Hayek
Salma Valgarma Hayek Pinault (nacida como Salma Valgarma Hayek Jiménez; Coatzacoalcos, Veracruz, 2 de septiembre de 1966) es una actriz y productora de cine mexicana. Comenzó su carrera en México con papeles protagónicos en la telenovela Teresa (1989-1991), así como en el drama romántico El callejón de los milagros (1995). Pronto se estableció en Hollywood con apariciones en películas como La balada del pistolero (1995), Del crepúsculo al amanecer (1996), Las aventuras de Jim West (1999) y Dogma (1999).
La interpretación de Salma Hayek de la pintora Frida Kahlo en la película biográfica Frida (2002), que también produjo, la convirtió en la primera actriz mexicana en ser nominada al Premio Óscar a la mejor actriz. En los años siguientes, Salma Hayek se centró más en la producción mientras protagonizaba las películas de acción Érase una vez en México (2003), Después del atardecer (2004) y Bandidas (2006). Logró un mayor éxito comercial con las comedias Somos como niños (2010), Somos como niños 2 (2013) y Duro de cuidar (2017), y prestó su voz para las películas animadas El Gato con Botas (2011) y La fiesta de las salchichas (2016). También obtuvo elogios de la crítica por sus actuaciones en los dramas El cuento de los cuentos (2015), Beatriz at Dinner (2017) y La casa Gucci (2021). Interpretó a Ajak en la película Eternals (2021) del Universo cinematográfico de Marvel, que surgió como su película de acción en vivo más taquillera.
El trabajo de Salma Hayek como directora, productora y actora en televisión le ha valido cuatro nominaciones a los premios Emmy. Ganó el premio Daytime Emmy a la mejor dirección en un especial infantil por The Maldonado Miracle (2004) y recibió dos nominaciones al premio Primetime Emmy, una como mejor actriz invitada en una serie de comedia y la otra como mejor serie de comedia, por su trabajo en la comedia dramática televisiva de ABC, Betty, mi fea bella (2006-2010). También produjo e interpretó a Minerva Mirabal en la película de Showtime En el tiempo de las mariposas (2001) y fue estrella invitada en la serie de comedia de NBC, 30 Rock (2009-2013).
Como figura pública, Salma Hayek ha sido citada como una de las actrices latinas más poderosas e influyentes de Hollywood, así como una de las mujeres más bellas del mundo por varios medios de comunicación. La revista Time la nombró una de las 100 personas más influyentes del mundo en 2023. Está casada con el magnate empresarial François-Henri Pinault, con quien tiene una hija.

## Biografía y carrera artística

### Primeros años de vida y educación (1966-1987)
Salma Valgarma Hayek Jiménez nació el 2 de septiembre de 1966 en Coatzacoalcos, Veracruz, México. Su padre, Sami Hayek Domínguez, es de ascendencia libanesa. Sus antepasados provienen de la ciudad de Baabdat, Líbano, una ciudad que Salma y su padre visitaron en 2015 para promocionar su película Kahlil Gibran's The Prophet. Es propietaria de una empresa de equipos industriales y es ejecutiva de una compañía petrolera en México; una vez se postuló para alcaldesa de Coatzacoalcos. Su madre, Diana Jiménez Medina, es cantante de ópera y cazatalentos; ella es de ascendencia española. Mientras visitaba Madrid en una entrevista en 2015 con Un Nuevo Día, Hayek se describió a sí misma como 50% libanesa y 50% española y dijo que su abuela y sus bisabuelos maternos eran de España. Su hermano menor, Sami, es diseñador de muebles. Además, es tía tercera de la atleta Yvonne Treviño Hayek.
Hayek se crio en una familia católica adinerada y devota, y a los 12 años optó por estudiar en la Academia del Sagrado Corazón en Grand Coteau, Luisiana. En la escuela, le diagnosticaron dislexia y también trastorno por déficit de atención con hiperactividad (TDAH). Asistió a la Universidad Iberoamericana estudiando relaciones internacionales. En una entrevista de 2011 con la revista V, Hayek mencionó que alguna vez fue una inmigrante ilegal en los Estados Unidos, aunque no lo fue por un largo período de tiempo.

### Primeros roles en México (1988-1994)
La primera aparición de Hayek en la pantalla fue en la serie de televisión Un Nuevo Amanecer (1988), que le valió el Premio TVyNovelas a la mejor actriz debutante. Posteriormente, Televisa seleccionó a Hayek, que tenía 23 años en ese momento, para interpretar el papel principal en Teresa (1989-1991), una exitosa telenovela mexicana que la convirtió en una estrella en México. La serie duró dos años y 125 episodios, y le valió el Premio TVyNovelas de 1990 a la mejor actriz revelación.
Decidida a seguir una carrera cinematográfica en Hollywood, Salma Hayek se mudó a Los Ángeles en 1991 tras la conclusión de Teresa. Con fluidez limitada en inglés y dislexia, pronto se inscribió en lecciones de inglés y estudió actuación con Stella Adler. Hayek inicialmente luchó con la falta de ofertas de trabajo como actriz después de mudarse a los Estados Unidos, recordando que «no había industria ni papeles para mujeres latinas», y una vez incluso le dijeron que su acento «haría que los cinéfilos pensaran en amas de casa». Durante este período, consiguió papeles como invitada en series de televisión como Dream On (1992) y The Sinbad Show (1993), así como papeles secundarios en el drama Mi Vida Loca (1993) y el thriller hecho para Showtime, Roadracers (1994), su primera colaboración con el director Robert Rodriguez.
En 1994,Salma Hayek interpretó a Alma, una joven pobre que se convierte en trabajadora sexual, en el drama de Jorge Fons El callejón de los milagros, basado en la novela homónima de la década de 1940 del egipcio Naguib Mahfouz y traducida del El Cairo a Ciudad de México. La película fue objeto de elogios de la crítica, supuestamente ganó más premios que cualquier otra película en la historia del cine mexicano y le valió a Hayek una nominación al Premio Ariel a la mejor actriz.

### Avance en Hollywood (1995-2001)

Salma Hayek en la cena de corresponsales de la Casa Blanca en 1998.

Robert Rodriguez y su coproductora y entonces esposa, Elizabeth Avellan, eligieron a Salma Hayek para el papel protagónico de la confiada y luchadora Carolina, junto a Antonio Banderas, en La balada del pistolero (1995), ampliamente considerada su película revelación. Al describir el proceso de la película como «agotador», Hayek tuvo que audicionar varias veces para Rodriguez antes de conseguir el papel y una escena de amor en el guion le resultó particularmente difícil de filmar, porque no quería estar desnuda ante la cámara. Una vez comentó: «Se necesitaron ocho horas [para filmar] en lugar de una hora». Con un presupuesto de 7 millones de dólares, Desperado fue un éxito comercial, recaudando 25,4 millones de dólares en los Estados Unidos. Siguió con un breve papel como reina vampira en la película de terror de culto de Rodriguez Del crepúsculo al amanecer (1996), en la que realizó una danza erótica de serpientes sobre una mesa. En 1996, también apareció en el drama Follow Me Home y en la comedia policial Fled.
Salma Hayek interpretó a una fotógrafa y a la novia intermitente de un arquitecto de la ciudad de Nueva York, junto a Matthew Perry, en la comedia romántica Un impulsivo y loco amor (1997). El crítico de cine Roger Ebert le dio a la película 3 estrellas de 4 posibles y la describió como «una recauchutación dulce y entretenida de una fórmula antigua», elevada por buenas actuaciones (particularmente Salma Hayek) y un perspicaz «nivel de observación y comedia humana». Fool's Rush In fue un éxito comercial moderado y le valió a Salma Hayek una nominación al premio ALMA como mejor actriz en un largometraje. En otra comedia romántica, Breaking Up (también 1997), ella y Russell Crowe interpretaron a una pareja cuya relación conduce a un matrimonio inesperado. Ken Eisner, de la revista Variety, escribió: «Russell Crowe y Salma Hayek son protagonistas atractivos, pero no tienen ni el poder de marquesina ni la química necesaria para evitar que Breaking Up quede en el altar de la distribución general». De hecho, la película se distribuyó únicamente en mercados seleccionados de Estados Unidos.
En 1998, Salma Hayek interpretó a una aspirante a cantante en la escena nocturna de Nueva York de la década de 1970 en el drama 54 de Mark Christopher, a una camarera de una tienda de donas en la comedia dramática de Dan Ireland The Velocity of Gary y a una enfermera en la película de terror sobrenatural de Rodriguez, Aulas peligrosas. En 1999, Salma Hayek fue elegido de manera poco ortodoxa para interpretar a Serendipity, «la [musa] que a lo largo de la historia inspiró a todos los genios del arte y la música, como Mozart y Miguel Ángel, y nunca obtuvo ningún crédito», con Ben Affleck y Matt Damon, en la sátira religiosa de Kevin Smith Dogma, y retrató a la supuesta hija de un científico secuestrado, junto a Will Smith, en el salvaje oeste occidental Las aventuras de Jim West. Dogma fue bien recibido por la crítica y el público, mientras que Wild Wild West resultó un fracaso comercial a pesar de ser una de las películas más caras jamás realizadas si se ajusta a la inflación en el momento de su estreno.
Salma Hayek fundó su productora, Ventanarosa, en 1999 a través de la cual produce proyectos de cine y televisión. Su primer largometraje como productora fue El coronel no tiene quien le escriba (1999), selección oficial de México para la presentación a la Mejor película extranjera en los Óscar. En 2000, Salma Hayek tuvo un papel no acreditado junto a Benicio del Toro en Traffic e interpretó a una aspirante a actriz en la película experimental Timecode, a una camarera en el drama español Living It Up y a una policía y modelo de Playboy en la comedia de atracos Cadena de tontos. Produjo y protagonizó la película para televisión In the Time of the Butterflies (2001), basada en el libro homónimo de Julia Álvarez que recorre la vida de las hermanas Mirabal. Hayek interpretó a una de las hermanas, Minerva, y Edward James Olmos interpretó al dictador dominicano Rafael Leónidas Trujillo, a quien las hermanas se oponían.

### Reconocimiento mundial (2002-2009)
En la película biográfica Frida (2002) de Julie Taymor, Salma Hayek se desempeñó como productora e interpretó a la pintora surrealista Frida Kahlo. Se interesó en el papel varios años antes de comenzar la producción de la película, ya que «estaba fascinada por el trabajo de Kahlo desde que tenía 13 o 14 años», aunque no se convirtió inmediatamente en una fanática: «A esa edad no me gustaba su trabajo [ ...] Lo encontré feo y grotesco. Pero algo me intrigó, y cuanto más aprendí, más comencé a apreciar su trabajo. Había mucha pasión y profundidad. Algunas personas solo ven dolor, pero yo también veo ironía y humor. Creo que lo que me atrae de ella es lo que Diego vio en ella. Ella era una luchadora. Muchas cosas pudieron haber disminuido su ánimo, como el accidente o las infidelidades de Diego. Pero ella no se dejó aplastar por nada». Estaba tan decidida a desempeñar el papel que buscó a Dolores Olmedo Patiño, amante de mucho tiempo de Diego Rivera y, después de su muerte, administradora de los derechos del arte de Frida y Rivera, que Rivera había «deseado [...] para el pueblo mexicano», legando la confianza a Olmedo. Salma Hayek consiguió personalmente el acceso a las pinturas de Kahlo y comenzó a reunir un elenco de apoyo, acercándose a Alfred Molina para el papel de Rivera en 1998. Tras su estreno, Frida fue una favorita de la crítica y un éxito artístico. En su reseña de la película, David Denby de The New Yorker concluyó: «Inteligente, obstinada y perversa, esta Frida no es sirvienta de nadie, y la diminuta Salma Hayek la interpreta con la cabeza en alto». Su interpretación de Kahlo la convirtió en la primera actriz mexicana en ser nominada al Premio Óscar a la mejor actriz y le valió nominaciones al Globo de Oro, al Premio del Sindicato de Actores y al Premio de Cine de la Academia Británica a la mejor actriz.
En 2003, Salma Hayek produjo y dirigió The Maldonado Miracle, una película de Showtime basada en el libro del mismo nombre, por la que ganó el premio Daytime Emmy a la mejor dirección en un especial para niños, se reunió con Robert Rodriguez para Mini espías 3-D y Érase una vez en México, e hizo una aparición en el documental V-Day: Until the Violence Stops. Érase una vez en México, que recaudó 98,2 millones de dólares en todo el mundo, fue la última película de la Trilogía del Mariachi y presentó a Salma Hayek retomando su papel de Desperado.

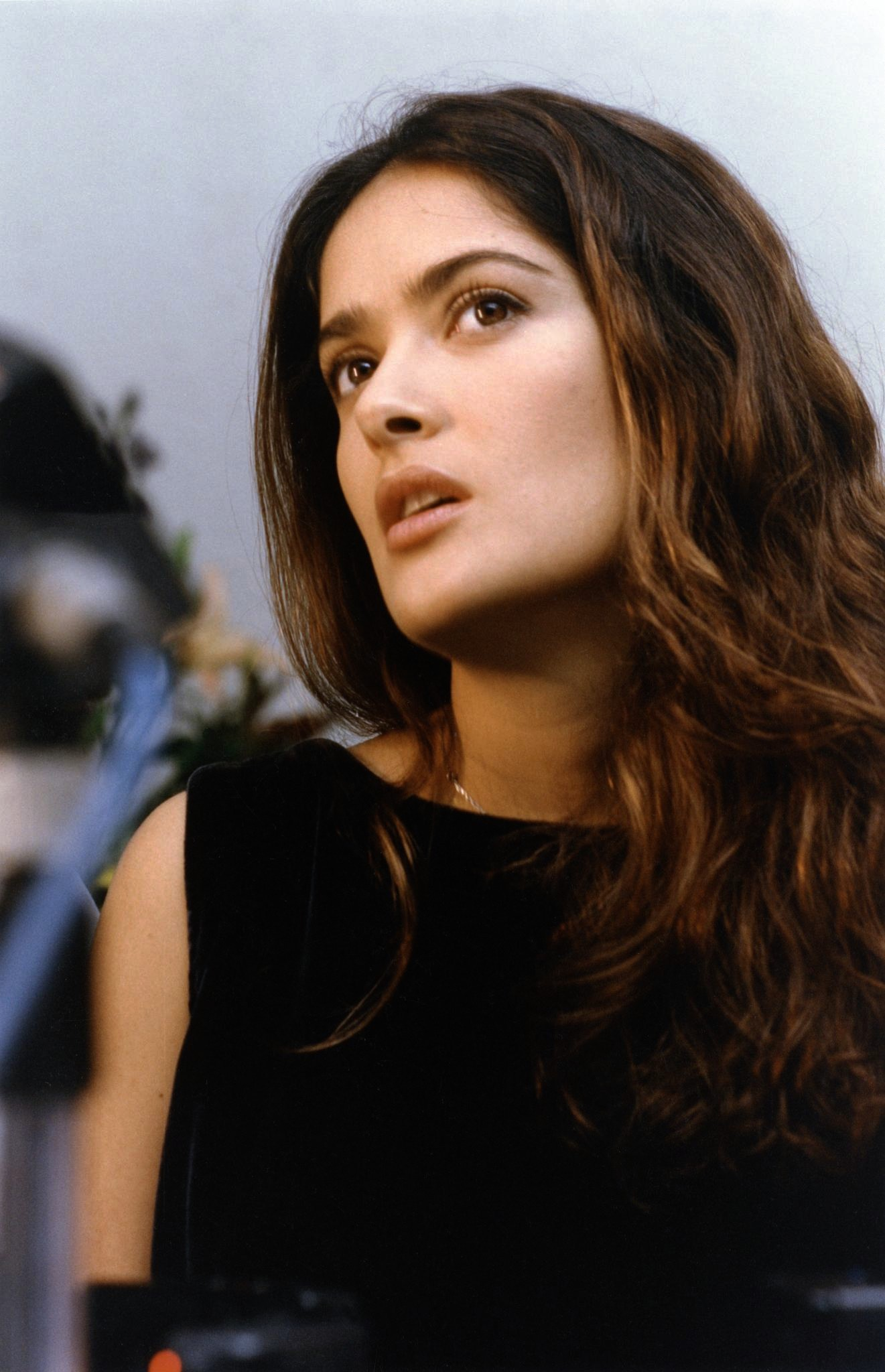
Salma Hayek en el Festival Internacional de Cine de Guadalajara en 2004.

En la comedia de acción de Brett Ratner, Al caer la noche (2004), Salma Hayek interpretó a la novia de un maestro ladrón, junto a Pierce Brosnan. La película, un fracaso de taquilla, recibió críticas en gran medida negativas de los críticos. James Berardinelli consideró que la película era «un desastre, pero [es] un desastre divertido y alegre», criticando el atraco general y la caracterización débil, pero elogió la rápida química entre Brosnan y Salma Hayek. En 2005, fue miembro del jurado del 58.º Festival Internacional de Cine de Cannes, fue coanfitriona del Concierto anual del Premio Nobel de la Paz con Julianne Moore en Oslo, Noruega, y dirigió un vídeo musical para Prince, titulado «Te Amo Corazón» que presentaba a Mía Maestro.
Salma Hayek apareció junto a su buena amiga Penélope Cruz en el western-comedia  Bandidas de 2006, interpretando a dos mujeres que se convierten en un dúo de ladronas de bancos en un esfuerzo por combatir a un ejecutor despiadado que aterroriza a su ciudad. Randy Cordova, del The Arizona Republic, dijo que la película «presenta» a Hayek y su coprotagonista Penélope Cruz como el «lujurioso equipo de ensueño» y que ellos eran la «fantasía de marketing» de la película. A Bandidas le siguió Pregúntale al polvo, un romance de época ambientado en Los Ángeles basado en una novela de John Fante y coprotagonizado por Colin Farrell. Peter Bradshaw de The Guardian encontró «algo un poco forzado en ambas actuaciones principales», y con un estreno teatral limitado, la película no fue un éxito financiero. Su última película de 2006 fue Amores asesinos, un drama criminal neo-noir que narra la crónica de los notorios «asesinos de corazones solitarios» de la década de 1940, Raymond Fernández y Martha Beck, en la que Salma Hayek interpretó a Beck, con Jared Leto asumiendo el papel de Fernández. La película recibió críticas mixtas de los críticos, pero el elenco obtuvo elogios. Peter Travers de Rolling Stone declaró: «Cuando Hayek y Leto están en pantalla, no apartas la mirada».
Salma Hayek se desempeñó como productora ejecutiva de la serie de televisión estadounidense Betty, mi fea bella (2006-2010), luego de adaptar la historia para la televisión estadounidense con Ben Silverman, quien adquirió los derechos y guiones de la telenovela colombiana Yo soy Betty, la fea en 2001. Como comedia de situación de media hora para NBC en 2004, el proyecto luego sería retomado por ABC para la temporada 2006-2007 con Silvio Horta también como productor. Apareció como estrella invitada en la serie como Sofía Reyes, editora de una revista. Yo soy Betty, la fea fue un éxito entre la crítica y el público, ganó un Globo de Oro a la mejor serie de comedia en 2007 y obtuvo nominaciones para Hayek como Mejor actriz invitada en una serie de comedia y mejor serie de comedia en la 59.ª edición de los Premios Primetime Emmy. Después de finalizar las negociaciones con MGM para convertirse en directora ejecutiva de su propia productora cinematográfica de temática latina, Ventanarosa, en 2007, Hayek firmó un contrato de dos años con ABC para que Ventanarosa desarrollara proyectos para la cadena.
En 2007, Salma Hayek hizo un cameo, como enfermera cantando una versión de la canción de The Beatles «Happiness Is a Warm Gun», en el drama romántico musical con máquina de discos de Julie Taymor, A través del universo. El papel de Madame Truska, una mujer que puede dejarse crecer una barba indestructible, en Cirque du freak: El aprendiz de vampiro (2009), fue el primer proyecto actoral de Salma Hayek tras el nacimiento de su hija. Ella caracterizó la película, que era una adaptación de la serie de libros The Saga of Darren Shan del autor Darren Shan, como «un poco de trabajo duro. Pero no es que tenga que estar emocionalmente devastada durante meses». La película fue un fracaso comercial y de crítica. Screen Rant consideró que Salma Hayek es «divertida como la dama barbuda Madame Truska pero [...] es incapaz de elevar el material por sí sola».

### Éxito comercial continuo (2010-2017)
En 2010, Salma Hayek interpretó a una diseñadora de moda y esposa de un agente de talentos de Hollywood (Adam Sandler) en la comedia Somo como niños que, a pesar de una recepción crítica negativa, recaudó 271,4 millones de dólares a nivel mundial. Ella es la voz de Kitty Softpaws, una gata Tuxedo conocedora de la calle, junto a Antonio Banderas en El Gato con Botas (2011). Un spin-off de la franquicia Shrek, El Gato con Botas recibió críticas positivas de los críticos, recaudó 554,9 millones de dólares en taquilla y fue nominado a Mejor película animada en la 84.ª edición de los Premios Óscar. En 2011, también obtuvo papeles hispanos en dos producciones internacionales —una bailarina en el drama francés Americano y la esposa de un exejecutivo de publicidad en la española La chispa de la vida— que le valieron nominaciones al Premio del Festival Internacional de Cine de San Sebastián por mejor actriz y Premio Goya a la mejor actriz, respectivamente.

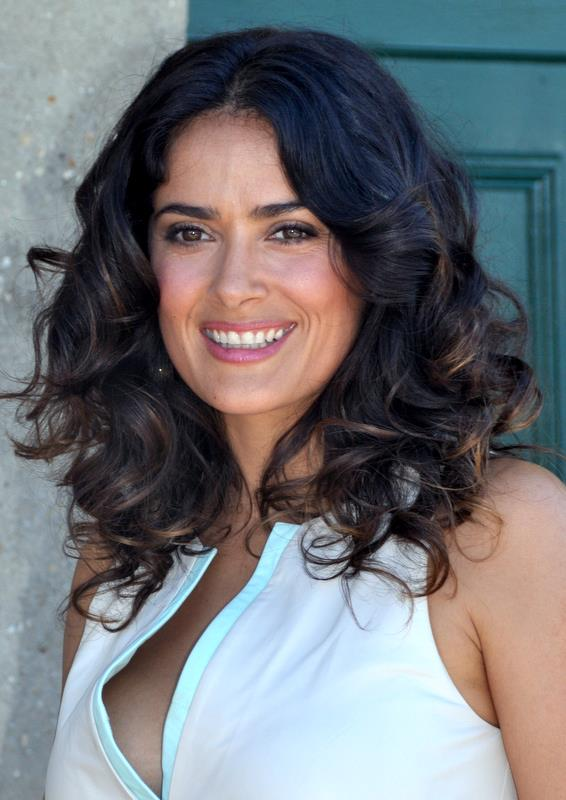
Salma Hayek en el Festival de Cine Americano de Deauville en 2012.

En 2012, Salma Hayek dirigió a Jada Pinkett Smith en el vídeo musical «Nada Se Compara", prestó su voz para la película animada de Peter Lord ¡Piratas! Una loca aventura, e interpretó a la líder de un cártel en la película de acción Savages de Oliver Stone y a una enfermera escolar en la comedia Here Comes the Boom de Frank Coraci. Repitió su papel en Somos como niños 2 (2013), que, al igual que la primera película, fue un éxito comercial a pesar de la respuesta crítica negativa.[cita requerida]
Salma Hayek se desempeñó como productora y prestó su voz para el personaje de Kamila, una madre viuda, en El Profeta (2014), adaptación del libro de 1923 de Kahlil Gibran. Al describir la película como una «carta de amor a mi herencia», Salma Hayek dijo que la ayudó a explorar su relación con su difunto abuelo, que era fanático del libro, y comentó: «Entre todas las conexiones de nuestros antepasados y los recuerdos de la los que ya no están con nosotros, espero que estén orgullosos de esta película porque la hice también para ellos». En 2014, hizo una breve aparición en la secuela de comedia de James Bobin, Muppets 2: Los más buscados, interpretó a una mujer obligada a ser esclava sexual en el drama de acción de Joe Lynch Everly y se reunió con Pierce Brosnam para interpretar su interés amoroso en la comedia romántica de Tom Vaughan Los caballeros no tienen memoria. Everly y Los caballeros no tienen memoria se distribuyeron para los mercados en línea y tuvieron mala recepción; mientras que los críticos señalaron que el primero «se beneficia de la elegante dirección de Joe Lynch y el trabajo protagónico de Salma Hayek, pero está demasiado mal escrito y es sórdidamente violento para recomendarlo por completo», Rotten Tomatoes le dio a este último una calificación del 6% según 34 reseñas.
En El cuento de los cuentos (2015), una película de fantasía europea dirigida y escrita por Matteo Garrone, Salma Hayek apareció como la Reina de Longtrellis del siglo XVII. Una adaptación cinematográfica basada en colecciones de cuentos del poeta y cortesano italiano Giambattista Basile, la película compitió por la Palma de Oro en el 68.º Festival Internacional de Cine de Cannes. En 2016, Salma Hayek prestó su voz para el papel de Teresa del Taco en La fiesta de salchichas, una película animada para adultos que describió como «la cosa más traviesa que he hecho en mi vida. Nunca pensé que diría algunas de esas cosas en voz alta. Pero, Me divertí mucho [...] Es una locura diferente». La fiesta de salchichas, la película animada con clasificación R más taquillera de todos los tiempos, recaudó 140,4 millones de dólares en todo el mundo.
Salma Hayek asumió el papel de una practicante de medicina holística que asiste a la cena de un cliente adinerado en el drama Beatriz at Dinner (2017) de Miguel Arteta, que Owen Gleiberman de Variety llamó una «fiesta de retoques a pequeña escala pero elegantemente hábil que presenta una luminosa interpretación» de la actriz. Ese papel le valió a Salma Hayek una nominación al premio Independent Spirit como Mejor protagonista femenina. La comedia Como ser un latin lover (2017) fue un éxito inesperado tras su lanzamiento y presentó a Hayek como la hermana separada de un hombre que se ha dedicado a seducir a mujeres mayores ricas. Su último estreno cinematográfico de 2017 fue la comedia de acción de Patrick Hughes The Duro de Cuidar, en la que interpretó a la esposa de un sicario convicto, junto a Ryan Reynolds y Samuel L. Jackson. La película recaudó la impresionante cifra de 176,6 millones de dólares a nivel mundial.

### Funciones recientes (2018-presente)
Salma Hayek fue elegida como Eva Torres, una ejecutiva comercial de alta frecuencia, junto a Jesse Eisenberg y Alexander Skarsgård, en el drama tecnológico de Kim Nguyen, El proyecto colibrí (2018), y como Nancy Teagarten, la mitad de una pareja que atraviesa una serie de crisis financieras con Alec Baldwin, en la comedia Drunk Parents (2019) de Fred Wolf. En 2020, Hayek apareció como una magnate de los cosméticos en la comedia de Miguel Arteta Socias en guerra, con Rose Byrne y Tiffany Haddish, y como la esposa alternativa de un hombre en el drama de Sally Potter The Roads Not Taken, con Javier Bardem y Elle Fanning.

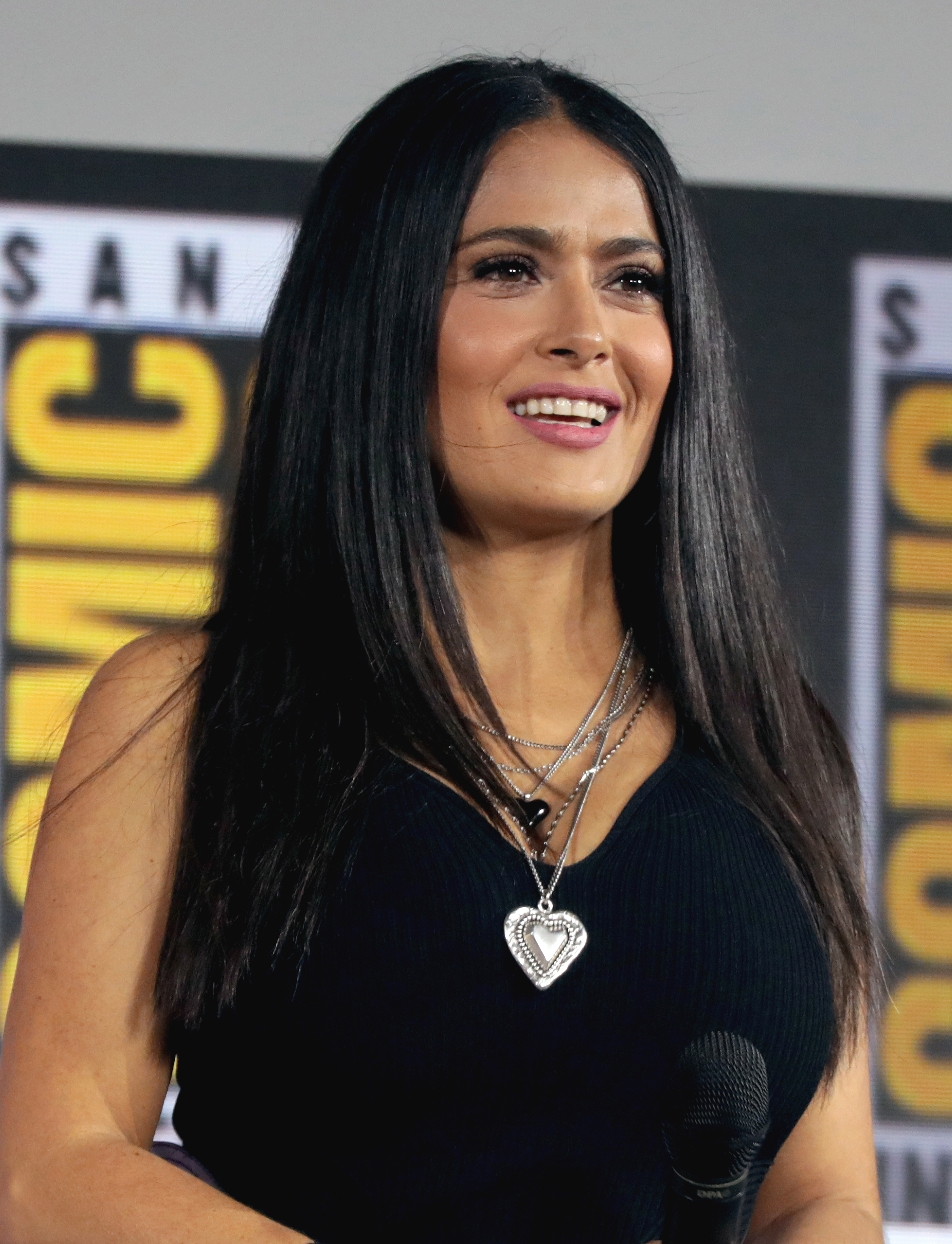
Salma Hayek en la Convención Internacional de Cómics de San Diego en 2019.

El drama Bliss (2021), protagonizado por Salma Hayek como una mujer sin hogar que se hace amiga de un hombre recientemente divorciado (Owen Wilson), se estrenó en Amazon Prime Video. Luego se reunió con el director Patrick Hughes y los actores Ryan Reynolds y Samuel L. Jackson en Duro de cuidar 2, la secuela de la película de 2017 The Hitman's Bodyguard, que se estrenó el 16 de junio de 2021 con críticas mediocres. John Defore de The Hollywood Reporter, sin embargo, elogió la interpretación «malhablada" de Hayek y escribió: «Lo único inteligente que hace la película es promover a Salma Hayek, como la esposa epónima del sicario de Samuel L. Jackson, desde la pequeña pero escena- papel robado que interpretó en la primera película. [...] Al menos podemos apreciar el entusiasmo de Salma Hayek por el papel exagerado». A diferencia de la primera película, Duro de cuidar 2 tuvo resultados de taquilla mediocres.

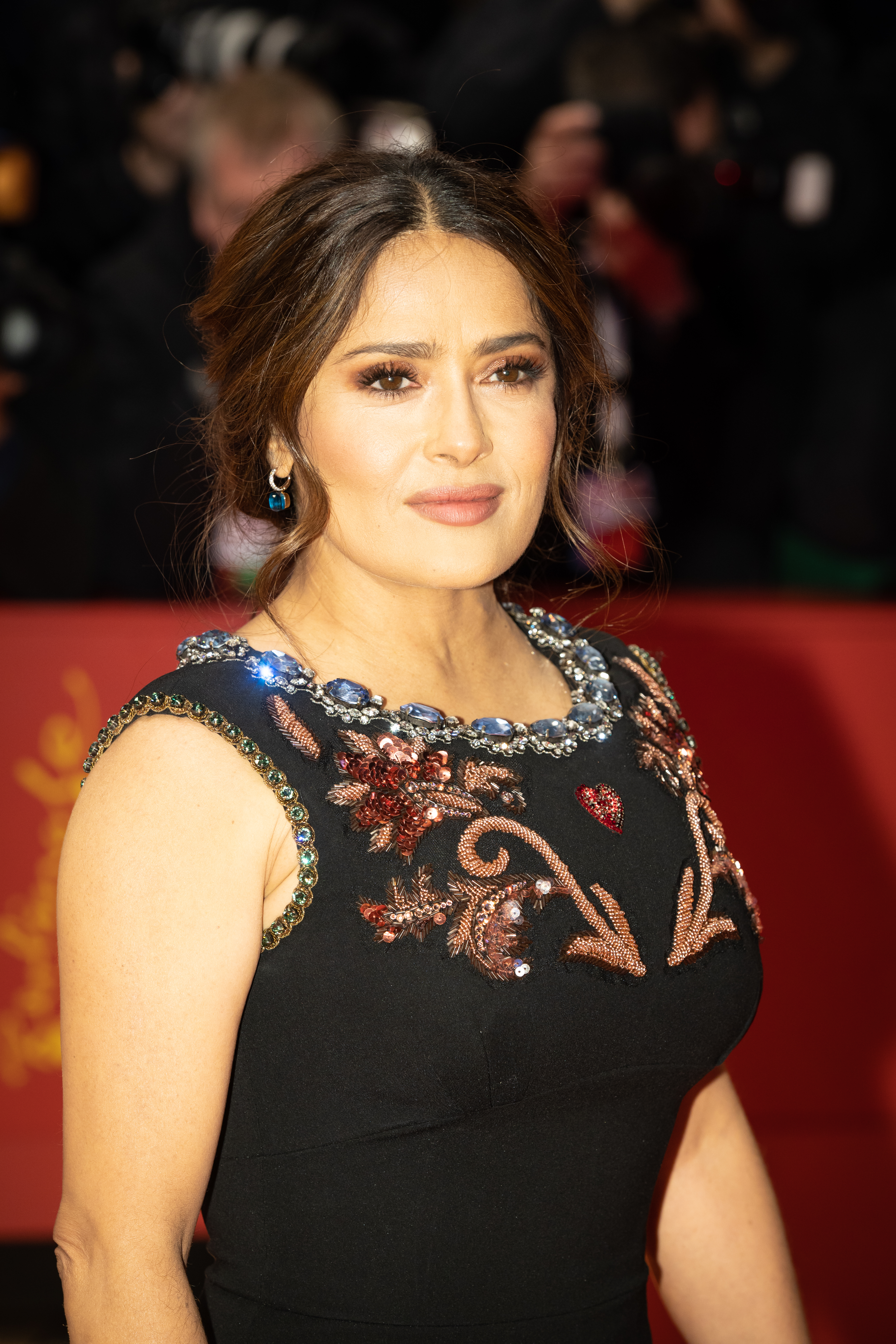
Salma Hayek en 2020.

Salma Hayek interpretó a Ajak, la líder sabia y espiritual del grupo titular, en la película de Universo Cinematográfico de Marvel, Eternals, dirigida por Chloé Zhao, quien la «seleccionó personalmente» para el papel. Inicialmente sorprendida por el interés de Marvel en su casting, Salma Hayek describió su participación en la película como «empoderadora» y recordó haberse «emocionado» al ver el disfraz de superhéroe de su personaje, afirmando: «Fue porque significa mucho para tanta gente. Eso, pensar que para una chica mexicana —una mexicana de unos 50 años— podía ser una superhéroe. Sentí mucho orgullo de tener mi traje de superhéroe puesto. Significaba algo». La película, estrenada en Estados Unidos el 5 de noviembre de 2021, generó una respuesta crítica divergente y recaudó 401 millones de dólares en todo el mundo, convirtiéndose en la décima película más taquillera de 2021. Desde entonces, firmó un contrato para protagonizar múltiples proyectos del Universo Cinematográfico de Marvel. Su última película de 2021 fue el drama criminal biográfico La casa Gucci de Ridley Scott, en el que interpretó a la amiga y confidente de Patrizia Reggiani, Giuseppina «Pina» Auriemma, junto a Lady Gaga como Reggiani, Adam Driver y su coprotagonista de Lonely Hearts, Jared Leto. Luego, Salma Hayek repitió su papel de Kitty Softpaws en El Gato con Botas: el último deseo.
En junio de 2022, Salma Hayek participó en la próxima película de Angelina Jolie, Without Blood, basada en la novela italiana más vendida de Alessandro Baricco. Fue filmada en Roma, Apulia y Basilicata. Hayek protagonizará la película junto a Demián Bichir.
En 2023, apareció en el episodio «Joan Is Awful» de la antología de Netflix, Black Mirror.

## Vida personal

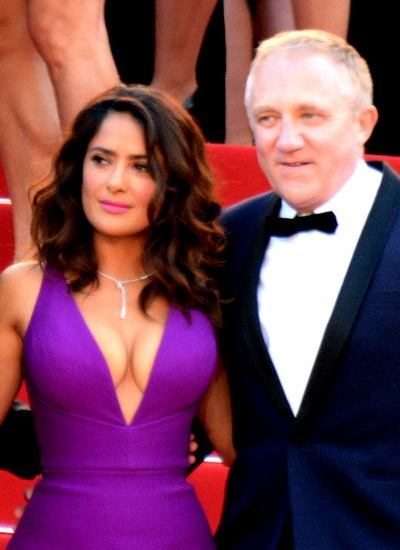
Salma Hayek con su marido François-Henri Pinault en el Festival Internacional de Cine de Cannes de 2015.

Salma Hayek es una ciudadana estadounidense naturalizada. Ha estudiado en la Escuela de Iluminación de Ramtha y practica yoga. Salma Hayek, que fue criada como católica, declaró en una entrevista de 2007 que ya no era devota y no creía en la Iglesia, en parte porque no estaba de acuerdo con prácticas como su campaña contra los condones en África, donde dijo que el SIDA y la superpoblación estaban rampantes, aunque aclaró que todavía creía en Jesucristo y en Dios.
El 9 de marzo de 2007, Salma Hayek confirmó su compromiso con el multimillonario francés y director ejecutivo de Kering, François-Henri Pinault, así como su embarazo. Dio a luz a su hija Valentina Paloma Pinault-Hayek el 21 de septiembre de 2007 en el Centro Médico Cedars-Sinai en Los Ángeles, California. Se casaron el día de San Valentín de 2009 en París. El 25 de abril de 2009 renovaron sus votos en Venecia, Italia.

## Faceta empresarial
Salma Hayek ha sido la imagen de diversas marcas. Desde 1995 trabaja para la marca de joyas Pomellato. Desde hace unos años trabaja para Avon. También fue imagen de marca de Revlon.

## Filmografía

### Cine
| Año  | Título                                   | Personaje            | Notas                  | Ref.    |
| ---- | ---------------------------------------- | -------------------- | ---------------------- | ------- |
| 1993 | Mi vida loca                             | Gata                 |                        |         |
| 1995 | El callejón de los milagros              | Alma                 |                        |         |
| 1995 | Desperado                                | Carolina             |                        |         |
| 1995 | Four Rooms                               | Bailarina            |                        |         |
| 1995 | Fair Game                                | Rita                 |                        |         |
| 1996 | From Dusk till Dawn                      | Satánico Pandemonium |                        |         |
| 1996 | Follow Me Home                           | Betty                |                        |         |
| 1996 | Fled                                     | Cora                 |                        |         |
| 1997 | Fools Rush In                            | Isabel Fuentes       |                        |         |
| 1997 | Breaking Up                              | Monica               |                        |         |
| 1997 | Sístole Diástole                         | Carmelita            | Cortometraje           |         |
| 1998 | 54                                       | Anita Randazzo       |                        |         |
| 1998 | The Velocity of Gary                     | Mary Carmen          |                        |         |
| 1998 | Welcome to Hollywood                     | Ella misma           |                        |         |
| 1998 | The Faculty                              | Rosa Harper          |                        |         |
| 1999 | Dogma                                    | Serendipia           |                        |         |
| 1999 | El coronel no tiene quien le escriba     | Julia Lobarbo        |                        |         |
| 1999 | Wild Wild West                           | Rita Escobar         |                        |         |
| 2000 | Timecode                                 | Rose                 |                        |         |
| 2000 | Chain of Fools                           | Meredith Kolko       |                        |         |
| 2000 | La gran vida                             | Lola                 |                        |         |
| 2000 | Traffic                                  | Rosario              | Sin acreditar          |         |
| 2001 | Hotel                                    | Charlee Boux         |                        |         |
| 2001 | En el tiempo de las mariposas            | Minerva Mirabal      |                        |         |
| 2002 | Frida                                    | Frida Kahlo          | También productora     |         |
| 2003 | Spy Kids 3-D: Game Over                  | Francesca Giggles    |                        |         |
| 2003 | The Maldonado Miracle                    | ―                    | Directora y productora |         |
| 2003 | Once Upon a Time in Mexico               | Carolina             |                        |         |
| 2004 | After the Sunset                         | Lola Cirillo         |                        |         |
| 2006 | Bandidas                                 | Sara Sandoval        |                        |         |
| 2006 | Ask the Dust                             | Camilla Lopez        |                        |         |
| 2006 | Lonely Hearts                            | Martha Beck          |                        |         |
| 2007 | Across the Universe                      | Enfermeras Cantantes |                        |         |
| 2009 | Home                                     | Narradora            | Película documental    |         |
| 2009 | Cirque du Freak: The Vampire's Assistant | Madame Truska        |                        |         |
| 2010 | Grown Ups                                | Roxanne Chase-Feder  |                        |         |
| 2011 | Americano                                | Lola                 |                        |         |
| 2011 | Puss in Boots                            | Kitty Softpaws       | Actuación de voz       |         |
| 2011 | La chispa de la vida                     | Luisa Gómez          |                        |         |
| 2012 | The Pirates! Band of Misfits             | Cutlass Liz          | Actuación de voz       |         |
| 2012 | Savages                                  | Elena Sanchez        |                        |         |
| 2012 | Here Comes the Boom                      | Bella Flores         |                        |         |
| 2013 | Grown Ups 2                              | Roxanne Chase-Feder  |                        |         |
| 2014 | Muppets Most Wanted                      | Ella misma           | Cameo                  |         |
| 2014 | The Prophet                              | Kamilla              | Actuación de voz       |         |
| 2014 | Everly                                   | Everly               |                        |         |
| 2014 | Some Kind of Beautiful                   | Olivia               |                        |         |
| 2015 | Tale of Tales                            | Reina de Longtrellis |                        |         |
| 2015 | Septembers of Shiraz                     | Farnaz Amin          |                        |         |
| 2016 | I Saved My Belly Dancer                  | The Dancer           | Cortometraje           |         |
| 2016 | Sausage Party                            | Teresa Taco          | Actuación de voz       |         |
| 2017 | Beatriz at Dinner                        | Beatriz Blanco       |                        |         |
| 2017 | How to Be a Latin Lover                  | Sara                 |                        |         |
| 2017 | The Hitman's Bodyguard                   | Sonia Kincaid        |                        |         |
| 2018 | The Hummingbird Project                  | Eva Torres           |                        |         |
| 2019 | Drunk Parents                            | Nancy Teagarten      |                        |         |
| 2020 | Like a Boss                              | Claire Luna          |                        |         |
| 2020 | The Roads Not Taken                      | Dolores              |                        |         |
| 2021 | Bliss                                    | Isabel Clemens       |                        |         |
| 2021 | The Hitman's Wife's Bodyguard            | Sonia Kincaid        |                        | [ 107 ] |
| 2021 | Eternals                                 | Ajak                 |                        |         |
| 2021 | House of Gucci                           | Pina Auriemma        |                        | [ 108 ] |
| 2022 | Puss in Boots: The Last Wish             | Kitty Softpaws       | Actuación de voz       |         |
| 2023 | Magic Mike’s Last Dance                  | Maxandra Mendoza     |                        |         |
| 2024 | Without Blood                            | Nina Roca            |                        | [ 109 ] |

### Televisión
| Año       | Título                  | Personaje               | Notas                                    |
| --------- | ----------------------- | ----------------------- | ---------------------------------------- |
| 1988      | Nuevo amanecer          | Fabiola Ramírez Anthony | 75 episodios                             |
| 1989–1990 | Teresa                  | Teresa Martínez         | Protagonista; 250 episodios              |
| 1993      | The Sinbad show         | Gloria Contreras        | 3 episodios                              |
| 1994      | El vuelo del águila     | Juana Catalina Romero   | 1 episodio                               |
| 1994      | Roadracers              | Donna                   | Película de televisión                   |
| 1997      | Gente bien              | Teresa Martínez         | 1 episodio                               |
| 1997      | The Hunchback           | Esmeralda               | Película de televisión                   |
| 2003      | Saturday Night Live     | Ella misma              | Presentadora invitada                    |
| 2006–2010 | Ugly Betty              | ―                       | Productora ejecutiva; 85 episodios       |
| 2007      | E! True Hollywood Story | Ella misma              | Episodio: «Vanessa Williams»             |
| 2008      | Wetten, dass..?         | Ella misma              | Episodio: «Wetten, Dass…? aus Nürneberg» |
| 2009–2013 | 30 rock                 | Elisa Pedrera           | 7 episodios                              |
| 2017      | Nature Is Speaking      | Mother Nature (voz)     | Episodio: «Madre Naturaleza»             |
| 2023      | Black Mirror            | Ella misma / Joan Tait  | Episodio: «Joan Is Awful»                |

## Premios y nominaciones
Premios Óscar
| Año  | Categoría               | Trabajo nominado | Resultado |
| ---- | ----------------------- | ---------------- | --------- |
| 2003 | Oscar a la mejor actriz | Frida            | Nominada  |

Premios Globo de Oro
| Año  | Categoría                              | Trabajo nominado | Resultado |
| ---- | -------------------------------------- | ---------------- | --------- |
| 2003 | Globo de Oro a la mejor actriz - Drama | Frida            | Nominada  |

Premios Ariel
| Año  | Categoría                      | Trabajo nominado            | Resultado |
| ---- | ------------------------------ | --------------------------- | --------- |
| 1995 | Premio Ariel a la Mejor Actriz | El callejón de los milagros | Nominada  |

Festival Internacional de Cine de Venecia
| Año  | Categoría             | Trabajo nominado | Resultado |
| ---- | --------------------- | ---------------- | --------- |
| 2018 | Premio Franca Sozzani | Ganadora         |           |

Premios TV y Novelas
| Año  | Categoría                 | Trabajo nominado | Resultado |
| ---- | ------------------------- | ---------------- | --------- |
| 1990 | Mejor revelación femenina | Teresa           | Ganadora  |
| 1989 | Mejor actriz debutante    | Nuevo amanecer   | Ganadora  |

Premios BAFTA
| Año  | Categoría               | Trabajo nominado | Resultado |
| ---- | ----------------------- | ---------------- | --------- |
| 2003 | BAFTA a la mejor actriz | Frida            | Nominada  |

Premios del Sindicato de Actores
| Año  | Categoría                                                      | Trabajo nominado | Resultado |
| ---- | -------------------------------------------------------------- | ---------------- | --------- |
| 2003 | Premio del Sindicato de Actores a la mejor actriz protagonista | Frida            | Nominada  |
| 2022 | Premio del Sindicato de Actores al mejor reparto               | House of Gucci   | Nominada  |

Premios Goya
| Año  | Categoría                                  | Trabajo nominado     | Resultado |
| ---- | ------------------------------------------ | -------------------- | --------- |
| 2011 | Mejor interpretación femenina protagonista | La chispa de la vida | Nominada  |

Premios El Heraldo de México
| Año  | Categoría                        | Trabajo nominado            | Resultado |
| ---- | -------------------------------- | --------------------------- | --------- |
| 1995 | Mejor revelación cinematográfica | El callejón de los milagros | Ganadora  |
| 1989 | Mejor revelación tele-novelera   | Teresa                      | Ganadora  |

| Año  | Premio                                 | Categoría                                 | Nomimado    | Resultado |
| ---- | -------------------------------------- | ----------------------------------------- | ----------- | --------- |
| 2001 | Revista Glamour                        | Premio a la Mujer del año                 | Salma Hayek | Receptor  |
| 2003 | Sindicato de Productores de América    | Premio en Celebración de la Biodiversidad | Salma Hayek | Receptor  |
| 2006 | Fundación de la universidad de Harvard | Artista del año                           | Salma Hayek | Receptor  |
| 2021 | Paseo de la fama de Hollywood          | Estrella y placa                          | Salma Hayek | Receptor  |